# Jim O’Connor
Jim O’Connor (* vor 1940) ist ein irischer Filmproduzent, der 1962 für einen Oscar nominiert war.

## Leben
O’Connor schloss sich mit dem irischen Filmemacher Tom Hayes zusammen, um den irischen Film populärer zu machen. Gemeinsam produzierten sie den Dokumentar-Kurzfilm Cradle of Genius (1961), für den sie einer Nominierung für den Oscar erhielten. Der Film erzählt die Geschichte des Abbey Theatre, des irischen Nationaltheaters in Dublin. Den Oscar konnte allerdings Frank P. Bibas für den Film Project Hope, der die Jungfernfahrt des Krankenhausschiffes „SS Hope“ zum Inhalt hat, für sich verbuchen.
Was Jim O’Connor davor und nach Beendigung des Films machte, ist nicht bekannt.

## Filmografie (Auswahl)
1961: Cradle of Genius (Produzent)

## Nominierung
Oscarverleihung 1962
- Nominierung in der Kategorie „Bester Dokumentar-Kurzfilm“ zusammen mit Tom Hayes für Cradle of Genius